# Acanthogonatus patagonicus
Espèce
Synonymes
- Tryssothele patagonica Simon, 1905

Acanthogonatus patagonicus est une espèce d'araignées mygalomorphes de la famille des Pycnothelidae.

## Distribution
Cette espèce se rencontre en Argentine dans les provinces de Santa Cruz, de Chubut et de Neuquén et au Chili dans la région de Magallanes,.

## Description
La femelle holotype mesure 25 mm.
Le mâle décrit par Goloboff en 1995 mesure 19,60 mm et la femelle 31,00 mm.

## Systématique et taxinomie
Cette espèce a été décrite sous le protonyme Tryssothele patagonica par Simon en 1905. Elle est placée dans le genre Acanthogonatus par Raven en 1985.

## Étymologie
Son nom d'espèce lui a été donné en référence au lieu de sa découverte, la Patagonie.

## Publication originale
- Simon, 1905 : Étude sur les arachnides recueillis en Patagonie par le Dr. Fillipo Silvestri. Bolletino dei Musei di Zoologia e di Anatomia Comparata della Università di Torino, vol. 20, no 511, p. 1-17 (texte intégral).